# Calificación de cervezas
La calificación de cervezas consiste en juzgar y evaluar cerveza usando un sistema de puntos. El proceso es similar al utilizado en los campeonatos de juzgar cerveza, tales como los organizados por el Beer Judge Certification Program (BJCP) en Estados Unidos, aunque los participantes son consumidores, de modo que podría llamarse un sistema de recomendación basado en puntuaciones. El sistema de calificación puede ser de hasta 5 puntos, y puede ser organizado por una tienda de cerveza o una cadena de pubs, tales como Wetherspoons en el Reino Unido; o puede ser a mayor escala, tales como los sistemas utilizados por los sitios webs de valoración y puntuación de cerveza, como BeerAdvocate y RateBeer.

## Sitios web

### BeerAdvocate
BeerAdvocate es un sitio web de calificación de cervezas que también puntúa bares y tiendas de cerveza. Fundada en 1996, por los hermanos Todd y Jason Alström, su sede radica en Boston y Denver, en Estados Unidos.
A fecha de noviembre de 2013, la base de datos de BeerAdvocate contaba con sobre 3 783 570 valoraciones de unas 100 976 cervezas.

### RateBeer
RateBeer fue fundada en mayo de 2000 por Bill Buchanan como un foro para que los bebedores de cerveza pudieran intercambiar información y compartir opiniones sobre cervezas. En junio de 2000, el escritor de cervezas canadiense Josh Oakes se unió a RateBeer y, finalmente, se convirtió en el editor jefe. En junio de 2001, el consultor de sitios web Joe Tucker se unió, para finalmente ostentar la propiedad completa de RateBeer.
En agosto de 2006, el boletín de prensa anual de RateBeer sobre las cervezas mejor puntuadas causó cierto revuelo cuando diversos medios de comunicación informaron de que el stock de Westvleteren 12 se agotó debido a ser calificada como la "Mejor cerveza del mundo" por dicha página web.
RateBeer tiene más de 7,5 millones de calificaciones de casi 300 000 cervezas, de casi 18 500 cervecerías.

### Otros sitios web de calificación de cerveza
En 1992 fue fundada la Oxford Bottled Beer Database por Sparks Computer Solutions Ltd, y contiene comentarios y calificaciones de sus usuarios. El sitio tiene calificaciones de todo el mundo, aunque principalmente se centra en Europa.